# Lenz lag

Principen för Lenz lag: Om ytdensiteten B i magnetflödet ändras genom ett område omges det därmed av ett elektriskt virvelfält E.

Lenz lag innebär att en inducerad spänning i en sluten krets ger upphov till en inducerad ström med sådan riktning att orsaken till induktionen motverkas. Lagen har fått sitt namn efter Heinrich Lenz (1804-1865) som formulerade den 1834. En inducerad ström har alltid sådan riktning att orsaken till dess uppkomst motverkas och erbjuder sålunda ett enkelt sätt att bestämma riktningen hos inducerade strömmar.
Ett exempel på detta är Faradays lag,
{\displaystyle V=-{\frac {d\Phi }{dt}}},
vilken innebär att den inducerade spänningen i en ledare i vila är lika med ändringen av det magnetiska flödet med tiden med omvänt tecken. Det negativa tecknet avser att spänningen ger upphov till en ström som motverkar ändringen i magnetiskt flöde.
Lenz lag kan ses som analog med Newtons tredje lag i klassisk mekanik och Le Chateliers princip i kemi.

## Definition
Lenz lag säger att:
Den ström som induceras i en krets på grund av en förändring i ett magnetiskt fält är riktad för att motverka förändringen i flöde och att utöva en mekanisk kraft som motverkar rörelsen.
Lenz lag ingår i den rigorösa behandlingen av Faradays induktionslag (storleken på EMF som induceras i en spole är proportionell mot förändringshastigheten för det magnetiska flödet), där den kommer till uttryck genom det negativa tecknet:
{\displaystyle {\mathcal {E}}=-{\frac {\mathrm {d} \Phi _{\mathbf {B} }}{\mathrm {d} t}},}
vilket anger att inducerad elektromotorisk kraft {\displaystyle {\mathcal {E}}} och förändringshastigheten i magnetiskt flöde {\displaystyle \Phi _{\mathbf {B} }} har motsatta tecken.
Detta betyder att riktningen för den bakre EMF av ett inducerat fält motsätter sig den förändrade strömmen som är orsaken. D. J. Griffiths sammanfattade det med: Naturen avskyr en förändring i flux.

Om en förändring i magnetfältet för ström i1 inducerar en annan  elektrisk ström, i2, är riktningen för i2 motsatt riktningen för förändringen i i1. Om dessa strömmar finns i två koaxiella cirkulära ledare ℓ1 respektive ℓ2, och båda är initialt 0, måste strömmarna i1 och i2 rotera mot varandra. De motsatta strömmarna kommer som ett resultat att motverka varandra.

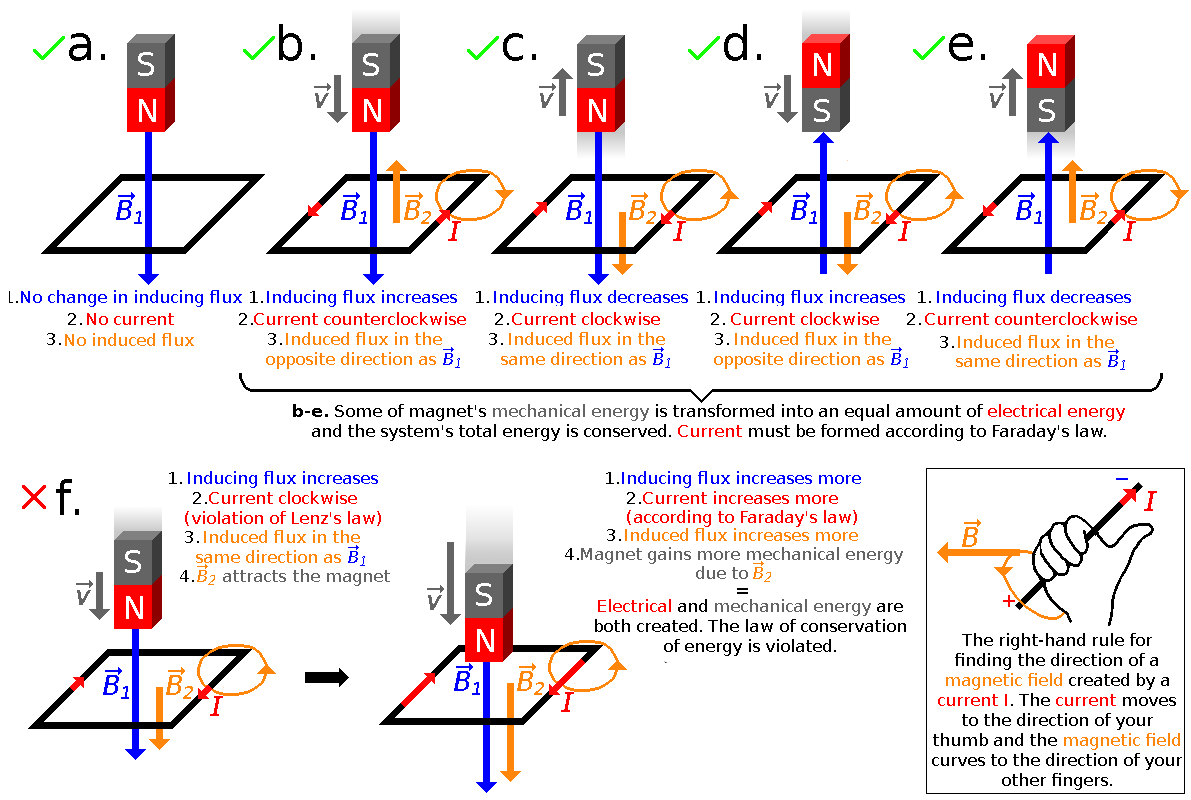
A cheatsheet for remembering Lenz law

### Exempel
Magnetiska fält från starka magneter kan skapa motroterande strömmar i ett koppar- eller aluminiumrör. Detta visas genom att magneten tappas genom röret. Magnetens sänkning inuti röret är observerbart långsammare än när den tappas utanför röret.
När en spänning genereras av en förändring i magnetiskt flöde enligt Faradays lag, är polariteten hos den inducerade spänningen sådan att den producerar en ström vars magnetfält motverkar förändringen som producerar den. Det inducerade magnetfältet inuti en trådslinga verkar alltid för att hålla det magnetiska flödet i slingan konstant. Riktningen för en inducerad ström kan bestämmas med hjälp av den högra regeln för att visa vilken riktning av strömflödet som skulle skapa ett magnetfält som skulle motverka riktningen för att ändra flödet genom slingan. I exemplen ovan agerar det inducerade fältet i opposition till flödet om detta ökar. Om det minskar, verkar det inducerade fältet i riktning mot det applicerade fältet för att motverka förändringen.

## Bevarande av momentum
Momentum måste bevaras i processen, men situationen blir dock mer komplicerad när den ändliga hastigheten för elektromagnetisk vågutbredning introduceras. Detta innebär att det totala momentumet för de två laddningarna under en kort period inte bevaras, vilket innebär att skillnaden bör förklaras av momentum i fälten, vilket Richard Feynman hävdade. Den berömde elektrodynamikern från 1800-talet James Clerk Maxwell kallade detta "elektromagnetiskt momentum". Ändå kan en sådan behandling av fält vara nödvändig när Lenz lag tillämpas på motsatta krafter. Normalt förutsätts att de aktuella krafterna har samma tecken. Om de inte gör det, till exempel en proton och en elektron, är interaktionen annorlunda. En elektron som genererar ett magnetfält skulle generera en EMF som får en proton att accelerera i samma riktning som elektronen. Till en början kan detta tyckas bryta mot lagen om bevarande av rörelsemängd, men en sådan interaktion anses bevara rörelsemängden om rörelsemängden för elektromagnetiskt fält tas med i beräkningen.